# Уаитакере Юнайтед
«Уаитакере Юнайтед» (англ. Waitakere United) — бывший футбольный клуб из Уаитакере, Новая Зеландия. Двукратный победитель Лиги чемпионов ОФК.

## История
Вайтакере Юнайтед был создан как специальный франчайзинговый клуб в 2004 году для участия в чемпионате Новой Зеландии по футболу (NZFC), главном национальном футбольном соревновании Новой Зеландии. Команда представляла 12 клубов-членов от горы Альберт до Кайпары.
В первом сезоне (2004–05) NZFC «Вайтакер Юнайтед» занял второе место после чемпионов Окленд Сити, но в следующем сезоне они заняли очень разочаровывающее 6-е место. Однако в следующем сезоне Вайтакере финишировал премьер-министром NZFC, но снова проиграл в гранд-финале « Окленд Сити» со счетом 3–2.
В связи с уходом из Вануату « Порт-Вила Шаркс» Вайтакере получил место в первой Лиге чемпионов OFC на 2007 год в качестве премьер-министра NZFC. Они заняли первое место в своей группе, опередив Окленд-Сити и AS Mont-Dore из Новой Каледонии. В финале они обыграли Ba FC of Fiji, став первыми чемпионами OFC-League. Комминс Менапи забил решающий гол на выезде, который доказал разницу, поскольку по сумме двух матчей счет закончился со счетом 2–2. Выиграв этот чемпионат, «Юнайтед» получил квалификацию для участия в клубном чемпионате мира по футболу 2007 года в Японии, где они проиграли «Сепахану» в «игровом» матче со счетом 1–3.
Вайтакере Юнайтед защитил свой чемпионский титул, выиграв Лигу чемпионов OFC 2007–08 , победив Коссу в финале со счетом 6–3 по сумме голов. В течение этого сезона «Дуглас Филд» находился на капитальном ремонте, что вынудило Вайтакере Юнайтед провести большую часть своих домашних матчей в парке Фреда Тейлора в Венуапай.

## Достижения
- Чемпион Новой Зеландии (5): 2007/08, 2009/10, 2010/11, 2011/12, 2012/13
  - Победитель регулярного сезона (3): 2006/07, 2007/08, 2008/09, 2012/13.
- Победитель Лиги чемпионов ОФК (2): 2007, 2008.

## Трансферы

### Пришли
| Игрок         | Национальность | Бывший клуб       |
| ------------- | -------------- | ----------------- |
| Сэрл Пирс     | Австралия      | Мэгпис Крусейдерс |
| Джек Портер   | Новая Зеландия | Онехунга          |
| Джек Дункан   | Новая Зеландия | Истерн Сабарс     |
| Роберт Типелу | Новая Зеландия | Окленд Сити       |
| Флинн О`Бриен | Новая Зеландия | Мелвилл           |
| Мохаммед Кхан | Фиджи          | Нади              |
| Регонт Мурати | Новая Зеландия | Централ Юнайтед   |

### Ушли
| Игрок             | Национальность    | Нынешний клуб   |
| ----------------- | ----------------- | --------------- |
| Олли Бассет       | Северная Ирландия | Тим Веллингтон  |
| Оскар Браун       | Новая Зеландия    | Вестерн Спрингс |
| Люк Йоргенсен     | Новая Зеландия    | Биркенхид       |
| Якоб Мечелл       | Новая Зеландия    | Истерн Сабарс   |
| Райан Верни       | Новая Зеландия    | Истерн Сабарс   |
| Джон Мэтью Конрой | Новая Зеландия    | Вайле           |
| Крис Карпентер    | Япония            | Норт Шор        |
| Дэвид Паркинсон   | Новая Зеландия    | Биркенхид       |